# ليونارد كوخ
ليونارد كوش (بالألمانية: Leonard Koch)‏ (23 مايو 1995 في ألمانيا - ) هو لاعب كرة قدم ألماني في مركز الوسط. لعب مع يونيون برلين.

## وصلات خارجية
- ليونارد كوش على موقع قاعدة بيانات كرة القدم.إي يو (الإنجليزية)
- ليونارد كوش على موقع عالم كرة القدم.نت (الإنجليزية)